# Kajji Koppal, Pandavapura
Kajji Koppal là một làng thuộc tehsil Pandavapura, huyện Mandya, bang Karnataka, Ấn Độ.